# Liste der Monuments historiques in Lannédern
Die Liste der Monuments historiques in Lannédern führt die Monuments historiques in der französischen Gemeinde Lannédern auf.

## Liste der Bauwerke
| Bezeichnung                            | Beschreibung | Standort | Kennzeichnung | Schutzstatus | Datum | Bild           |
| -------------------------------------- | ------------ | -------- | ------------- | ------------ | ----- | -------------- |
| Kirche St-Edern, Calvaire und Beinhaus |              | (Lage)   | PA00090060    | Classé       | 1915  | weitere Bilder |

## Liste der Objekte

### KircheSt-Edern
| Bezeichnung                                                | Beschreibung                                                 | Standort | Kennzeichnung | Schutzstatus | Datum | Bild           |
| ---------------------------------------------------------- | ------------------------------------------------------------ | -------- | ------------- | ------------ | ----- | -------------- |
| Reliquienkästchen                                          | Silber, 16. Jahrhundert                                      | (Lage)   | PM29000451    | Classé       | 1906  |                |
| Passionsfenster                                            | Bleiglasfenster, 16. Jahrhundert                             | (Lage)   | PM29000450    | Classé       | 1906  | weitere Bilder |
| Kelch und Patene                                           | Silber, um 1700                                              | (Lage)   | PM29000456    | Classé       | 1958  |                |
| Gemälde Le Rosaire                                         | 1660                                                         | (Lage)   | PM29004485    | Inscrit      | 1989  |                |
| Retabel mit dem Gemälde des heiligen Philibert als Bischof | Holz, polychrom gefasst, 17. Jahrhundert                     | (Lage)   | PM29003648    | Inscrit      | 1990  |                |
| Prozessionskreuz                                           | Silber, 1620                                                 | (Lage)   | PM29000448    | Classé       | 1899  |                |
| Relief Leben des heiligen Edern                            | Holz, polychrom gefasst, Ende des 16. Jahrhunderts           | (Lage)   | PM29000452    | Classé       | 1925  |                |
| Kelch und Patene                                           | Silber, vergoldet, 17. Jahrhundert                           | (Lage)   | PM29000455    | Classé       | 1958  |                |
| Zwei Bleiglasfenster                                       | 17. Jahrhundert                                              | (Lage)   | PM29000457    | Classé       | 1961  | weitere Bilder |
| Altar und Retabel                                          | Kastanienholz, polychrom gefasst, vergoldet, 17. Jahrhundert | (Lage)   | PM29004486    | Inscrit      | 1989  |                |
| Grab des heiligen Edern                                    | Stein, 14. Jahrhundert                                       | (Lage)   | PM29000449    | Classé       | 1906  | weitere Bilder |
| Reliquiar                                                  | Silber, 16. Jahrhundert                                      | (Lage)   | PM29000453    | Inscrit      | 1955  |                |
| Weihwassergefäß                                            | Bronze, 1578                                                 | (Lage)   | PM29000454    | Classé       | 1958  |                |
| Zwei Kerzenständer                                         | Bronze, 1550                                                 | (Lage)   | PM29002978    | Classé       | 2010  |                |